# Église de l'Annonciation-à-Arkaji
Église de l'Annonciation-à-Arkaji ou Église de l'Annonciation-de-Miatchino (en russe : Церковь Благове́щения в Арка́жах) est située dans les environs immédiats de Veliki Novgorod sur la rive sud du petit lac de Miatchino, près de la route qui mène au Monastère Saint-Georges de Iouriev. Elle fait partie des édifices de l'époque pré-mongole de la Rus' de la région de Novgorod.

## Histoire
L'église est construite en 1179 en septante jours, à la demande le l'archevêque de Novgorod Ioann, pour le dixième anniversaire de La bataille des Souzdaliens et des Novgorodiens
Malgré son nom l'église n'entra que plus tardivement dans le patrimoine du monastère d'Arkaji dont le nom est celui d'un village voisin. 

## Architecture
L'église de l'Annonciation est un édifice à quatre piliers, surmontés d'une seule coupole. Les matériaux sont constitués de dalles de calcaire renforcées et rejointoyées de briques et de mortier. Il ne subsiste plus aujourd'hui que la partie inférieure qui soit restée pareille à la construction primitive. Les voûtes, la coupole et les pierres des parties les plus hautes des murs se sont effondrées dans le passé et ont été restaurées au XVIIe siècle. À l'origine, les façades étaient recouvertes de zakomars en forme de cintres. Lors de la restauration du XVIIe siècle, ceux-ci sont remplacés par huit pans de toiture. Les trois absides ont été conservées mais pas sur toute leur hauteur primitive.  
Des fragments de fresques, datant de 1189, sont conservés à l'intérieur de l'église. Ils représentent un exemple caractéristique de l'art des peintres de l'école de Novgorod de cette époque utilisant une palette très claire et des contours de dessins très tranchés.
À l'époque de l'occupation allemande de Novgorod de 1941 à 1944 l'église servit de hangar à foin et d'écurie pour les chevaux. Certaines des fresques ont été détruites et celles qui ont subsisté étaient couvertes de suie et de saletés.
Autour de l'église, se trouve un petit cimetière. À côté de l'abside, du côté sud, se trouve le caveau de l'archimandrite Foty Spassky et de la comtesse Orlova-Tchesmenskaïa. Après l'ouverture du caveau en 1930 leurs restes ont été déplacés par les fidèles au Monastère Saint-Georges de Iouriev.
L'église a été restaurée durant les années 1959 à 1961 (projet de l'architecte L. E. Krasnoretcheva).
En 2009 des travaux de peinture et de plâtrage sont réalisés ainsi qu'à la toiture.
L'édifice fait partie de la réserve et du musée national de Novgorod.